# Grotte de Font-de-Gaume
Pour les articles homonymes, voir Font.
La grotte de Font-de-Gaume est une grotte ornée française située dans l'ancienne commune des Eyzies-de-Tayac (commune nouvelle des Eyzies), dans le département de la Dordogne. Ses parois comptent plus de 200 gravures et peintures magdaléniennes.
La grotte de Font-de-Gaume est parmi les dernières grottes ornées majeures de France présentant des œuvres polychromes, qui soient ouvertes au public. Les œuvres sont comparables par leur richesse à celles d'Arcy-sur-Cure (plus ancien art pariétal connu encore accessible au public), d'Altamira ou de Lascaux, même si leur état de conservation est nettement moindre.
Elle est l'un des quinze « sites préhistoriques et grottes ornées de la vallée de la Vézère » inscrits au patrimoine mondial de l'UNESCO depuis 1979.

## Découverte
Les œuvres pariétales furent découvertes le 12 septembre 1901 par Denis Peyrony, Louis Capitan et son élève Henri Breuil, quatre jours seulement après celles de sa proche voisine la grotte des Combarelles. Le fouilleur Armand Pomarel accompagnant les préhistoriens lors de la découverte de la grotte des Combarelles leur signala l'intérêt de cette nouvelle grotte. La grotte était toutefois déjà connue par les habitants de la région et servait de terrain de jeux aux enfants, d'où la présence de graffiti sur quelques peintures. Dès l'année suivante, en 1902, la grotte est classée au titre des monuments historiques.

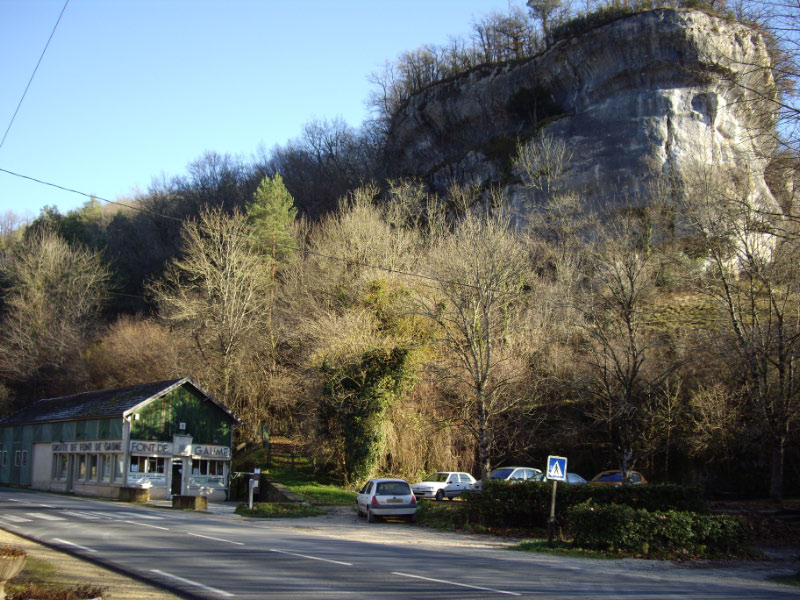
Vue générale du site.
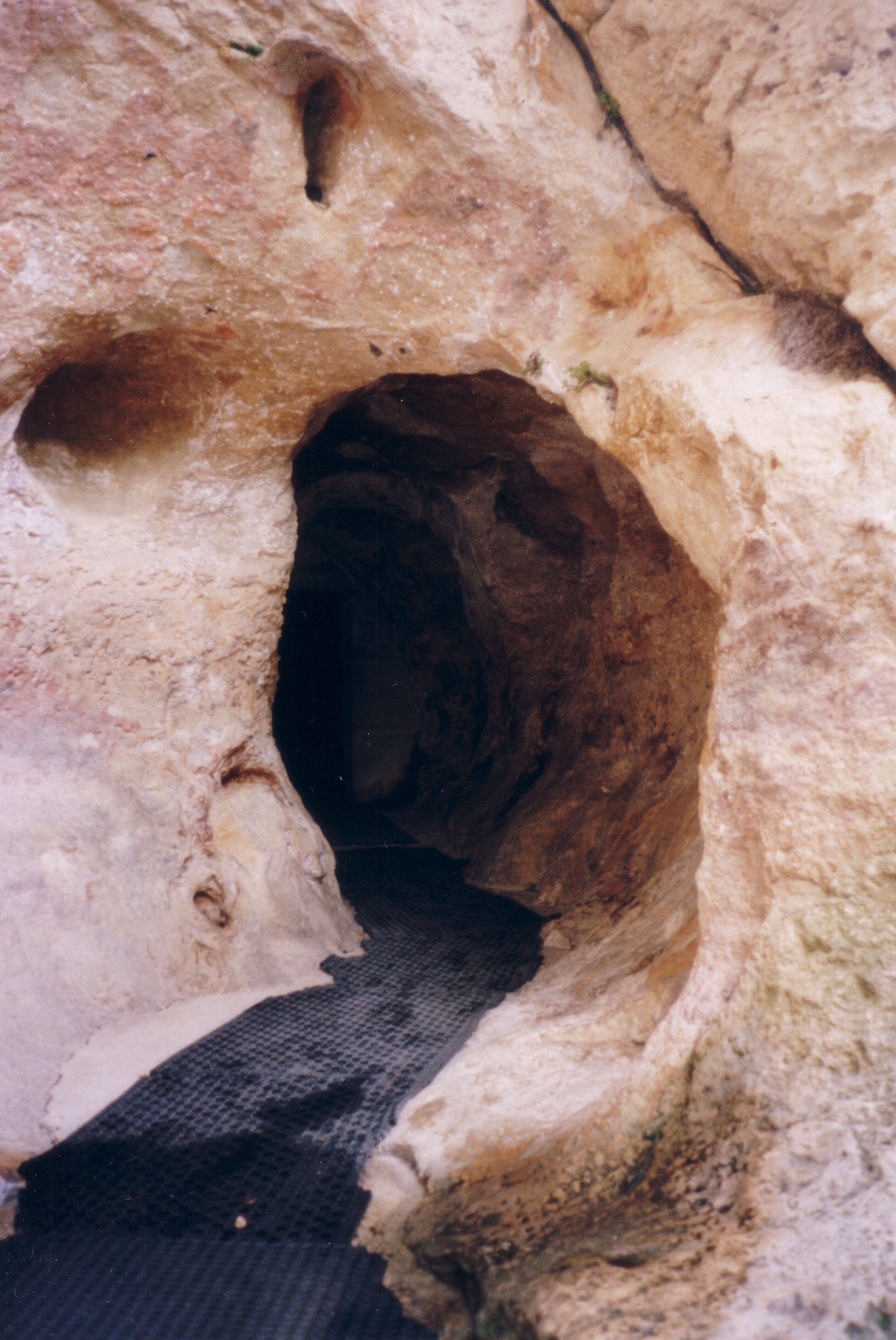
Entrée de la cavité.

Des fouilles y furent entreprises par D. Peyrony et H. Breuil, puis par F. Prat de 1958 à 1964 et en 1967. Les vestiges lithiques mis au jour renvoient essentiellement au Châtelperronien et à l'Aurignacien, plus rarement au Moustérien, au Solutréen et au Magdalénien.

## Formation géologique
Font-de-Gaume est creusée à la périphérie d'un massif calcaire datant du Santonien et du Crétacé. La morphologie en haute diaclase est formée dans des calcaires gréseux du Crétacé supérieur où se trouvent des concrétions. C'est l'écoulement des eaux souterraines qui peu à peu a creusé la grotte. De nos jours, la grotte est considérée comme sèche, même si se rencontrent quelques écoulements sur certaines parois.
La grotte se présente comme un couloir relativement étroit de 125 mètres de long pour deux à trois mètres de large et jusqu'à huit mètres de haut. Elle s'ouvre à mi-hauteur d'une falaise de calcaire coniacien. Les premières figurations apparaissent à une soixantaine de mètres de l'entrée, après une étroiture surnommée le Rubicon. Celle-ci a sans doute contribué à leur conservation en limitant les circulations d'air, bien que la cavité ait toujours été accessible et ouverte. D'autres œuvres étaient peut-être présentes entre l'entrée et l'étroiture, mais elles ont été effacées à l'exception de quelques traces de gravures.

## Œuvres
Les œuvres comprennent plus de 200 gravures et peintures, dont certaines polychromes. Il s'agit de signes géométriques (tectiformes, quadrilatères, signes en X), d'animaux (aurochs, bisons, mammouths, chevaux mais aussi lion et loup) et de quelques figures anthropomorphes (vulves, silhouette). Les couleurs noires et rouges sont obtenues à partir de pigments naturels, appliqués par tamponnage et par soufflage.
Le renne est bien représenté, avec notamment deux individus « affrontés » au centre de la paroi gauche. Dans une composition associant gravure et peinture, deux individus se font face : celui de gauche, debout, a de grands bois brun et semble lécher le front de celui de droite, agenouillé et doté de petits bois rouges. Cette scène a fait l'objet de nombreuses interprétations contradictoires mais pourrait représenter une parade sexuelle.
En l'absence de datation absolue, les œuvres de Font-de-Gaume sont généralement rapprochées de l'art magdalénien sur la base de comparaisons stylistiques.
Depuis 1979, le site est inscrit au patrimoine mondial de l'UNESCO, parmi les quinze sites et grottes ornées de la région listés sous le nom de « Sites préhistoriques et grottes ornées de la vallée de la Vézère ».

## Visite du site
Le site est géré par le Centre des monuments nationaux. La grotte de Font-de-Gaume est ouverte au public. Si le nombre de visiteurs a pu atteindre par le passé 1 000 à 2 000 personnes par jour, il a été réduit à 340 dans les années 1990 et est limité depuis 2013 à 78 par jour. Les œuvres sont dans un état de conservation stable grâce à cette limitation car, comme l'indique son conservateur : « on a défini ce seuil d'équilibre à partir duquel la hausse de température ne se cumule pas à celle enregistrée la veille — la cavité peut "récupérer" durant la nuit — ». La visite s'effectue par groupes de treize personnes, à raison d'un groupe par heure.